# Bóng đá tại Thế vận hội Mùa hè 2020 - Nam (Bảng A)
Bảng A của giải bóng đá nam tại Thế vận hội Mùa hè 2020 đang diễn ra từ ngày 22 đến ngày 28 tháng 7 năm 2021 ở sân vận động Saitama của Saitama, Sapporo Dome của Sapporo, sân vận động Tokyo của Tokyo và sân vận động Quốc tế Yokohama của Yokohama. Bảng này bao gồm Pháp, nước chủ nhà Nhật Bản, México và Nam Phi. Hai đội đứng đầu sẽ giành quyền vào vòng đấu loại trực tiếp.

## Các đội tuyển
| Vị trí bốc thăm | Đội tuyển | Nhóm | Liên đoàn | Tư cách của vượt qua vòng loại                                                        | Ngày của vượt qua vòng loại | Tham dự Thế vận hội | Tham dự cuối cùng | Thành tích tốt nhất lần trước |
| --------------- | --------- | ---- | --------- | ------------------------------------------------------------------------------------- | --------------------------- | ------------------- | ----------------- | ----------------------------- |
| A1              | Nhật Bản  | 1    | AFC       | Chủ nhà                                                                               | 7 tháng 9 năm 2013          | 11 lần              | 2016              | Huy chương đồng (1968)        |
| A2              | Nam Phi   | 3    | CAF       | Hạng ba Cúp bóng đá U-23 các quốc gia châu Phi 2019                                   | 22 tháng 11 năm 2019        | 3 lần               | 2016              | Hạng 11 (2000)                |
| A3              | México    | 2    | CONCACAF  | Vô địch Vòng loại bóng đá nam Thế vận hội Mùa hè 2020 khu vực Bắc, Trung Mỹ và Caribe | 30 tháng 3 năm 2021         | 12 lần              | 2016              | Huy chương vàng (2012)        |
| A4              | Pháp      | 4    | UEFA      | Bán kết Giải vô địch bóng đá U-21 châu Âu 2019                                        | 27 tháng 6 năm 2019         | 13 lần              | 1996              | Huy chương vàng (1984)        |

## Bảng xếp hạng
| VT | Đội          | ST | T | H | B | BT | BB | HS | Đ | Giành quyền tham dự |
| -- | ------------ | -- | - | - | - | -- | -- | -- | - | ------------------- |
| 1  | Nhật Bản (H) | 3  | 3 | 0 | 0 | 7  | 1  | +6 | 9 | Tứ kết              |
| 2  | México       | 3  | 2 | 0 | 1 | 8  | 3  | +5 | 6 | Tứ kết              |
| 3  | Pháp         | 3  | 1 | 0 | 2 | 5  | 11 | −6 | 3 |                     |
| 4  | Nam Phi      | 3  | 0 | 0 | 3 | 3  | 8  | −5 | 0 |                     |

Trong tứ kết,
- Đội nhất bảng A sẽ giành quyền để thi đấu với đội nhì bảng B.
- Đội nhì bảng A sẽ giành quyền để thi đấu với đội nhất bảng B.

## Các trận đấu

### México v Pháp
| México                                                | 4–1                              | Pháp               |
| ----------------------------------------------------- | -------------------------------- | ------------------ |
| - Vega 47' - Córdova 55' - Antuna 80' - Aguirre 90+1' | Chi tiết (TOCOG) Chi tiết (FIFA) | Gignac 69' (ph.đ.) |

| México | Pháp |

| GK               | 13 | Guillermo Ochoa (c)   |     |     |
| RB               | 2  | Jorge Sánchez         |     |     |
| CB               | 3  | César Montes          |     |     |
| CB               | 5  | Johan Vásquez         |     |     |
| LB               | 14 | Érick Aguirre         |     |     |
| CM               | 8  | Carlos Rodríguez      |     |     |
| CM               | 7  | Luis Romo             |     |     |
| CM               | 17 | Sebastián Córdova     |     | 72' |
| RF               | 10 | Diego Lainez          |     | 72' |
| CF               | 9  | Henry Martín          |     | 88' |
| LF               | 11 | Alexis Vega           | 20' | 84' |
| Cầu thủ dự bị:   |    |                       |     |     |
| FW               | 15 | Uriel Antuna          |     | 72' |
| MF               | 16 | José Joaquín Esquivel |     | 72' |
| FW               | 21 | Roberto Alvarado      |     | 84' |
| FW               | 18 | Eduardo Aguirre       |     | 88' |
| Huấn luyện viên: |    |                       |     |     |
| Jaime Lozano     |    |                       |     |     |

| GK               | 1  | Paul Bernardoni         |     |     |     |
| RB               | 13 | Clément Michelin        | 16' |     |     |
| CB               | 2  | Pierre Kalulu           |     |     |     |
| CB               | 15 | Modibo Sagnan           |     |     |     |
| LB               | 17 | Anthony Caci            | 75' |     | 90' |
| CM               | 11 | Téji Savanier           |     |     |     |
| CM               | 6  | Lucas Tousart           |     | 60' |     |
| RW               | 14 | Florian Thauvin         |     | 79' |     |
| AM               | 8  | Enzo Le Fée             |     |     |     |
| LW               | 7  | Arnaud Nordin           |     | 60' |     |
| CF               | 10 | André-Pierre Gignac (c) |     |     |     |
| Cầu thủ dự bị:   |    |                         |     |     |     |
| MF               | 12 | Alexis Beka Beka        |     | 60' |     |
| FW               | 18 | Randal Kolo Muani       |     | 60' |     |
| FW               | 9  | Nathanaël Mbuku         |     | 79' |     |
| DF               | 3  | Melvin Bard             |     | 90' |     |
| Huấn luyện viên: |    |                         |     |     |     |
| Sylvain Ripoll   |    |                         |     |     |     |

| Trợ lý trọng tài: Anton Schetinin (Úc) George Lakrindis (Úc) Trọng tài thứ tư: Bamlak Tessema Weyesa (Ethiopia) Trợ lý trọng tài video: Fu Ming (Trung Quốc) Trợ lý trọng tài video bổ sung: Abdulkadir Bitigen (Thổ Nhĩ Kỳ) |

### Nhật Bản v Nam Phi
| Nhật Bản | 1–0                              | Nam Phi |
| -------- | -------------------------------- | ------- |
| Kubo 71' | Chi tiết (TOCOG) Chi tiết (FIFA) |         |

| Nhật Bản | Nam Phi |

| GK               | 12 | Tani Kosei       |     |     |
| RB               | 2  | Sakai Hiroki     |     |     |
| CB               | 5  | Yoshida Maya (c) |     |     |
| CB               | 4  | Itakura Ko       |     |     |
| LB               | 3  | Nakayama Yuta    |     | 72' |
| CM               | 6  | Endo Wataru      | 37' |     |
| CM               | 17 | Tanaka Ao        |     |     |
| RW               | 10 | Doan Ritsu       | 57' | 85' |
| AM               | 7  | Kubo Takefusa    |     |     |
| LW               | 8  | Miyoshi Koji     |     | 60' |
| CF               | 19 | Hayashi Daichi   |     | 72' |
| Cầu thủ dự bị:   |    |                  |     |     |
| MF               | 16 | Soma Yuki        |     | 60' |
| DF               | 13 | Hatate Reo       |     | 72' |
| FW               | 18 | Ueda Ayase       |     | 72' |
| DF               | 20 | Machida Koki     |     | 85' |
| Huấn luyện viên: |    |                  |     |     |
| Moriyasu Hajime  |    |                  |     |     |

| GK               | 1  | Ronwen Williams      |  |       |
| RB               | 17 | Lyle Foster          |  |       |
| CB               | 5  | Luke Fleurs          |  |       |
| CB               | 15 | Tercious Malepe (c)  |  |       |
| LB               | 14 | Sibusiso Mabiliso    |  |       |
| CM               | 12 | Goodman Mosele       |  | 90+1' |
| CM               | 4  | Teboho Mokoena       |  |       |
| RW               | 13 | Thendo Mukumela      |  | 79'   |
| AM               | 8  | Thabo Cele           |  |       |
| LW               | 10 | Luther Singh         |  |       |
| CF               | 9  | Evidence Makgopa     |  |       |
| Cầu thủ dự bị:   |    |                      |  |       |
| MF               | 18 | Kobamelo Kodisang    |  | 79'   |
| MF               | 7  | Nkosingiphile Ngcobo |  | 90+1' |
| Huấn luyện viên: |    |                      |  |       |
| David Notoane    |    |                      |  |       |

| Trợ lý trọng tài: Tulio Moreno (Venezuela) Lubin Torrealba (Venezuela) Trọng tài thứ tư: Kevin Ortega (Peru) Trợ lý trọng tài video: Mauro Vigliano (Argentina) Trợ lý trọng tài video bổ sung: Edvin Jurisevic (Hoa Kỳ) |

### Pháp v Nam Phi
| Pháp                                            | 4–3                              | Nam Phi                                    |
| ----------------------------------------------- | -------------------------------- | ------------------------------------------ |
| - Gignac 57', 78', 86' (ph.đ.) - Savanier 90+3' | Chi tiết (TOCOG) Chi tiết (FIFA) | - Kodisang 53' - Makgopa 73' - Mokoena 82' |

| Pháp | Nam Phi |

| GK               | 1  | Paul Bernardoni         |     |     |
| RB               | 13 | Clément Michelin        |     |     |
| CB               | 2  | Pierre Kalulu           |     |     |
| CB               | 5  | Niels Nkounkou          | 20' |     |
| LB               | 17 | Anthony Caci            |     |     |
| CM               | 11 | Téji Savanier           | 68' |     |
| CM               | 6  | Lucas Tousart           |     | 69' |
| RW               | 14 | Florian Thauvin         |     | 69' |
| AM               | 18 | Randal Kolo Muani       |     |     |
| LW               | 9  | Nathanaël Mbuku         |     | 61' |
| CF               | 10 | André-Pierre Gignac (c) |     |     |
| Cầu thủ dự bị:   |    |                         |     |     |
| MF               | 8  | Enzo Le Fée             |     | 61' |
| FW               | 7  | Arnaud Nordin           |     | 69' |
| MF               | 12 | Alexis Beka Beka        |     | 69' |
| Huấn luyện viên: |    |                         |     |     |
| Sylvain Ripoll   |    |                         |     |     |

| GK               | 1  | Ronwen Williams      | 85' |     |
| CB               | 3  | Katlego Mohamme      |     |     |
| CB               | 5  | Luke Fleurs          |     |     |
| CB               | 15 | Tercious Malepe (c)  |     |     |
| RWB              | 13 | Reeve Frosler        |     | 83' |
| LWB              | 18 | Kobamelo Kodisang    |     | 78' |
| RM               | 8  | Thabo Cele           |     |     |
| CM               | 7  | Nkosingiphile Ngcobo |     | 65' |
| CM               | 4  | Teboho Mokoena       | 16' | 83' |
| LM               | 10 | Luther Singh         |     |     |
| CF               | 9  | Evidence Makgopa     |     |     |
| Cầu thủ dự bị:   |    |                      |     |     |
| MF               | 6  | Kamohelo Mahlatsi    |     | 65' |
| MF               | 12 | Goodman Mosele       |     | 78' |
| DF               | 17 | Thendo Mukumela      |     | 83' |
| DF               | 2  | James Monyane        |     | 83' |
| Huấn luyện viên: |    |                      |     |     |
| David Notoane    |    |                      |     |     |

| Trợ lý trọng tài: Michael Orué (Peru) Jesús Sánchez (Peru) Trọng tài thứ tư: Leodán González (Uruguay) Trợ lý trọng tài video: Andrés Cunha (Uruguay) Trợ lý trọng tài video bổ sung: Marco Guida (Ý) |

### Nhật Bản v México
| Nhật Bản                     | 2–1                              | México       |
| ---------------------------- | -------------------------------- | ------------ |
| - Kubo 6' - Dōan 11' (ph.đ.) | Chi tiết (TOCOG) Chi tiết (FIFA) | Alvarado 85' |

| Nhật Bản | México |

| GK               | 12 | Tani Kosei       |     |     |
| RB               | 2  | Sakai Hiroki     | 47' |     |
| CB               | 5  | Yoshida Maya (c) |     |     |
| CB               | 4  | Itakura Ko       |     |     |
| LB               | 3  | Nakayama Yuta    |     |     |
| CM               | 17 | Tanaka Ao        | 48' |     |
| CM               | 6  | Endo Wataru      |     |     |
| RW               | 10 | Doan Ritsu       |     | 80' |
| AM               | 7  | Kubo Takefusa    |     |     |
| LW               | 16 | Soma Yuki        |     | 66' |
| CF               | 19 | Hayashi Daichi   |     | 80' |
| Cầu thủ dự bị:   |    |                  |     |     |
| FW               | 9  | Maeda Daizen     |     | 66' |
| FW               | 11 | Mitoma Kaoru     |     | 80' |
| FW               | 18 | Ueda Ayase       |     | 80' |
| Huấn luyện viên: |    |                  |     |     |
| Moriyasu Hajime  |    |                  |     |     |

| GK               | 13 | Guillermo Ochoa (c)   |     |     |
| RB               | 2  | Jorge Sánchez         | 29' |     |
| CB               | 3  | César Montes          | 11' |     |
| CB               | 5  | Johan Vásquez         | 68' |     |
| LB               | 14 | Érick Aguirre         |     | 43' |
| CM               | 8  | Carlos Rodríguez      | 25' | 57' |
| CM               | 7  | Luis Romo             |     |     |
| CM               | 17 | Sebastián Córdova     |     |     |
| RF               | 10 | Diego Lainez          |     | 67' |
| CF               | 9  | Henry Martín          |     |     |
| LF               | 11 | Alexis Vega           |     | 67' |
| Cầu thủ dự bị:   |    |                       |     |     |
| DF               | 6  | Vladimir Loroña       |     | 43' |
| FW               | 16 | José Joaquín Esquivel |     | 57' |
| FW               | 15 | Uriel Antuna          |     | 67' |
| MF               | 21 | Roberto Alvarado      |     | 67' |
| Huấn luyện viên: |    |                       |     |     |
| Jaime Lozano     |    |                       |     |     |

| Trợ lý trọng tài: Rui Tavares (Bồ Đào Nha) Paulo Santos (Bồ Đào Nha) Trọng tài thứ tư: Dahane Beida (Mauritanie) Trợ lý trọng tài video: Guillermo Cuadra Fernández (Tây Ban Nha) Trợ lý trọng tài video bổ sung: Adil Zourak (Maroc) |

### Pháp v Nhật Bản
| Pháp | 0–4                              | Nhật Bản                                           |
| ---- | -------------------------------- | -------------------------------------------------- |
|      | Chi tiết (TOCOG) Chi tiết (FIFA) | - Kubo 27' - Sakai 34' - Miyoshi 70' - Maeda 90+1' |

| Pháp | Nhật Bản |

| GK               | 1  | Paul Bernardoni         |     |     |
| RB               | 13 | Clément Michelin        | 66' |     |
| CB               | 2  | Pierre Kalulu           |     | 62' |
| CB               | 17 | Anthony Caci            |     |     |
| LB               | 4  | Timothée Pembélé        | 58' | 62' |
| CM               | 12 | Alexis Beka Beka        |     |     |
| CM               | 6  | Lucas Tousart           |     |     |
| CM               | 11 | Téji Savanier           |     | 38' |
| RF               | 14 | Florian Thauvin         |     |     |
| CF               | 10 | André-Pierre Gignac (c) |     |     |
| LF               | 18 | Randal Kolo Muani       | 74' |     |
| Cầu thủ dự bị:   |    |                         |     |     |
| MF               | 8  | Enzo Le Fée             |     | 38' |
| DF               | 15 | Modibo Sagnan           |     | 62' |
| DF               | 3  | Melvin Bard             |     | 62' |
| Huấn luyện viên: |    |                         |     |     |
| Sylvain Ripoll   |    |                         |     |     |

| GK               | 12 | Tani Kosei        |     |     |
| RB               | 14 | Tomiyasu Takehiro | 22' |     |
| CB               | 5  | Yoshida Maya (c)  |     |     |
| CB               | 3  | Nakayama Yuta     |     |     |
| LB               | 2  | Sakai Hiroki      | 44' | 55' |
| CM               | 17 | Tanaka Ao         |     | 80' |
| CM               | 6  | Endo Wataru       |     | 72' |
| RW               | 10 | Doan Ritsu        |     | 72' |
| AM               | 7  | Kubo Takefusa     |     | 46' |
| LW               | 13 | Hatate Reo        |     |     |
| CF               | 18 | Ueda Ayase        |     |     |
| Cầu thủ dự bị:   |    |                   |     |     |
| MF               | 8  | Miyoshi Koji      |     | 46' |
| DF               | 15 | Hashioka Daiki    |     | 55' |
| MF               | 16 | Soma Yuki         |     | 72' |
| DF               | 4  | Itakura Ko        |     | 72' |
| FW               | 9  | Maeda Daizen      |     | 80' |
| Huấn luyện viên: |    |                   |     |     |
| Moriyasu Hajime  |    |                   |     |     |

| Trợ lý trọng tài: David Moran (El Salvador) Zachari Zeegelaar (Suriname) Trọng tài thứ tư: Dahane Beida (Mauritanie) Trợ lý trọng tài video: Nicolás Gallo (Colombia) Trợ lý trọng tài video bổ sung: Bibiana Steinhaus (Đức) |

### Nam Phi v México
| Nam Phi | 0–3                              | México                               |
| ------- | -------------------------------- | ------------------------------------ |
|         | Chi tiết (TOCOG) Chi tiết (FIFA) | - Vega 18' - Romo 45+1' - Martín 60' |

| Nam Phi | México |

| GK               | 1  | Ronwen Williams      |     |     |
| RB               | 17 | Thendo Mukumela      |     | 67' |
| CB               | 5  | Luke Fleurs          |     |     |
| CB               | 15 | Tercious Malepe (c)  | 57' |     |
| LB               | 3  | Katlego Mohamme      | 4'  |     |
| CM               | 8  | Thabo Cele           | 75' | 83' |
| CM               | 4  | Teboho Mokoena       |     |     |
| RW               | 10 | Luther Singh         |     |     |
| AM               | 6  | Kamohelo Mahlatsi    |     |     |
| LW               | 18 | Kobamelo Kodisang    |     | 61' |
| CF               | 9  | Evidence Makgopa     |     | 83' |
| Cầu thủ dự bị:   |    |                      |     |     |
| MF               | 13 | Reeve Frosler        |     | 61' |
| FW               | 11 | MacBeth Mahlangu     |     | 67' |
| MF               | 7  | Nkosingiphile Ngcobo |     | 83' |
| MF               | 12 | Goodman Mosele       |     | 83' |
| Huấn luyện viên: |    |                      |     |     |
| David Notoane    |    |                      |     |     |

| GK               | 13 | Guillermo Ochoa (c)   |     |     |
| RB               | 6  | Vladimir Loroña       |     |     |
| CB               | 3  | César Montes          |     |     |
| CB               | 4  | Alberto Angulo        |     |     |
| LB               | 2  | Jorge Sánchez         |     | 71' |
| DM               | 7  | Luis Romo             |     |     |
| CM               | 8  | Carlos Rodríguez      | 66' |     |
| CM               | 17 | Sebastián Córdova     |     | 71' |
| RF               | 15 | Uriel Antuna          |     | 77' |
| CF               | 9  | Henry Martín          |     | 75' |
| LF               | 11 | Alexis Vega           |     | 77' |
| Cầu thủ dự bị:   |    |                       |     |     |
| DF               | 12 | Adrián Mora           |     | 71' |
| MF               | 16 | José Joaquín Esquivel |     | 71' |
| FW               | 18 | Eduardo Aguirre       |     | 75' |
| FW               | 19 | Ricardo Angulo        |     | 77' |
| FW               | 10 | Diego Lainez          |     | 77' |
| Huấn luyện viên: |    |                       |     |     |
| Jaime Lozano     |    |                       |     |     |

| Trợ lý trọng tài: Mark Rule (New Zealand) Tevita Makasini (Tahiti) Trọng tài thứ tư: Orel Grinfeld (Israel) Trợ lý trọng tài video: Marco Guida (Ý) Trợ lý trọng tài video bổ sung: Muhammad Taqi (Singapore) |

## Kỷ luật
Điểm đoạt giải phong cách sẽ được sử dụng như một tiêu chí nếu tổng thể và kỷ lục đối đầu của các đội tuyển được cân bằng. Số thẻ này được tính dựa trên số thẻ vàng và thẻ đỏ nhận được trong tất cả các trận đấu bảng như sau:
- thẻ vàng đầu tiên: trừ 1 điểm;
- thẻ đỏ gián tiếp (thẻ vàng thứ hai): trừ 3 điểm;
- thẻ đỏ trực tiếp: trừ 4 điểm;
- thẻ vàng và thẻ đỏ trực tiếp: trừ 5 điểm;

Chỉ có một trong các khoản khấu trừ trên được áp dụng cho một cầu thủ trong một trận đấu.
| Đội tuyển | Trận 1   | Trận 1                                    | Trận 1 | Trận 1            | Trận 2   | Trận 2                                    | Trận 2 | Trận 2            | Trận 3   | Trận 3                                    | Trận 3 | Trận 3            | Điểm |
| Đội tuyển | Thẻ vàng | Thẻ vàng · Thẻ vàng-đỏ (thẻ đỏ gián tiếp) | Thẻ đỏ | Thẻ vàng · Thẻ đỏ | Thẻ vàng | Thẻ vàng · Thẻ vàng-đỏ (thẻ đỏ gián tiếp) | Thẻ đỏ | Thẻ vàng · Thẻ đỏ | Thẻ vàng | Thẻ vàng · Thẻ vàng-đỏ (thẻ đỏ gián tiếp) | Thẻ đỏ | Thẻ vàng · Thẻ đỏ | Điểm |
| --------- | -------- | ----------------------------------------- | ------ | ----------------- | -------- | ----------------------------------------- | ------ | ----------------- | -------- | ----------------------------------------- | ------ | ----------------- | ---- |
| Nhật Bản  | 2        |                                           |        |                   | 2        |                                           |        |                   | 2        |                                           |        |                   | –6   |
| Nam Phi   |          |                                           |        |                   | 2        |                                           |        |                   | 2        |                                           | 1      |                   | –8   |
| Pháp      | 2        |                                           |        |                   | 2        |                                           |        |                   | 2        |                                           | 1      |                   | –10  |
| México    | 1        |                                           |        |                   | 3        |                                           | 1      |                   |          |                                           | 1      |                   | –12  |